# Fiodor Mortin
Fiodor Konstantinowicz Mortin, ros. Федор Константинович Мортин (ur. 2 maja 1918 we wsi Krasnaja Polana w obwodzie gorkowskim, zm. 31 grudnia 1991) – oficer radzieckich organów bezpieczeństwa i wywiadu, generał porucznik.

## Życiorys
W 1937 ukończył Arzamasski Państwowy Instytut Pedagogiczny, a w 1947 Wojskową Akademię Dyplomatyczną Armii Radzieckiej. Walczył podczas II wojny światowej. 
Pracę w organach bezpieczeństwa rozpoczął w 1947, do 1950 przebywał na placówkach zagranicznych. Od 1950 do 1954 pracował w aparacie Komitetu Centralnego KPZR, po czym ponownie powrócił do służb specjalnych – objął stanowisko zastępcy szefa Pierwszego Zarządu Głównego (wywiad zagraniczny), a następnie w 1958 – pierwszego zastępcy szefa tego zarządu. Od 1966 do 1967 kierował Szkołą Nr 101. W 1971 roku zastąpił na stanowisku szefa Pierwszego Zarządu Głównego Aleksandra Sacharowskiego. Na czele Zarządu stał do 13 listopada 1974, zastąpił go gen. armii Władimir Kriuczkow. Pozostał w Komitecie Bezpieczeństwa Państwowego jako starszy konsultant w Grupie Konsultantów, w 1982 przeszedł na emeryturę. 

## Nagrody i odznaczenia
- Order Lenina – dwukrotnie;
- Order Czerwonego Sztandaru;
- Order Czerwonego Sztandaru Pracy;
- Order Wojny Ojczyźnianej I kl.;
- Order Czerwonej Gwiazdy – dwukrotnie;
- odznaka Honorowy Pracownik Organów Bezpieczeństwa Państwowego.